# Vashind
Vashind es una  ciudad censal situada en el distrito de Thane en el estado de Maharashtra (India). Su población es de 20561 habitantes (2011). Se encuentra a orillas del río Batsa, a 46 km de Thane y a 75 km de Bombay.

## Demografía
Según el censo de 2011 la población de Vashind era de 20561 habitantes, de los cuales 10774 eran hombres y 9787 eran mujeres. Vashind tiene una tasa media de alfabetización del 89,93%, superior a la media estatal del 82,34%: la alfabetización masculina es del 93,67%, y la alfabetización femenina del 85,83%.